# Dijár Mudar

Felső-Mezopotámia (al-Dzsazíra) tartományai a középkorban, köztük nyugaton Dijár Mudar

Dijár Mudar (arab írással ديار مضر [Diyār Muḍar]) a középkori muszlim világban Felső-Mezopotámia (arab nevén Dzsazíra) egyik tartománya volt. Nevét, melynek jelentése nagyjából „Mudar szállásterülete”, az iszlám előtti időkben itt letelepedő Mudar-törzsről kapta.
A tartomány a mai Törökország és Szíria területén helyezkedett el, az Eufrátesz felső folyása és a Hábúr közti térséget – beleértve a Balíh völgyét – foglalta magába. Nyugaton Észak-Szíria, délen a Szír-sivatag, keleten Dijár Rabía, északon pedig a bizánci határ és Dijár Bakr határolta.
Települései, nem meglepő módon, a vízfolyások mentén épültek ki. Legfontosabb városa és központja Rakka (görög nevén Kallinikosz) volt, a Balíh és az Eufrátesz összefolyásánál, amely az idők folyamán egybeolvadt testvérvárosával, Ráfikával. Az Eufrátesz-völgyben fontos szerepet játszott még Bálisz (görögül Barbalisszosz), a fontos kikötő és folyami átkelőhely, a Dzsiszr Manbidzs („manbidzsi híd”, a Manbidzsba vezető útról) néven ismert átkelő, illetve a fontos határvár, Szumajszát (Szamoszata) – igaz, ezeket több forrás már nem Felső-Mezopotámiához sorolja, mivel az Eufrátesz jobb, szíriai partján álltak.  Rakka alatt, a Hábúr és az Eufrátesz összefolyásánál állt Rahba jelentős erődítménye. A Balíh forrásvidékén feküdt Harrán (ókori nevén Carrhae, ma Harran) városa, egy mellékfolyója mentén pedig a keresztes korban nagyobb szerepet játszó, sokáig teljesen keresztény Edessza (ar-Ruha, ma Şanlıurfa).